# Konsulat Generalny Stanów Zjednoczonych w Krakowie

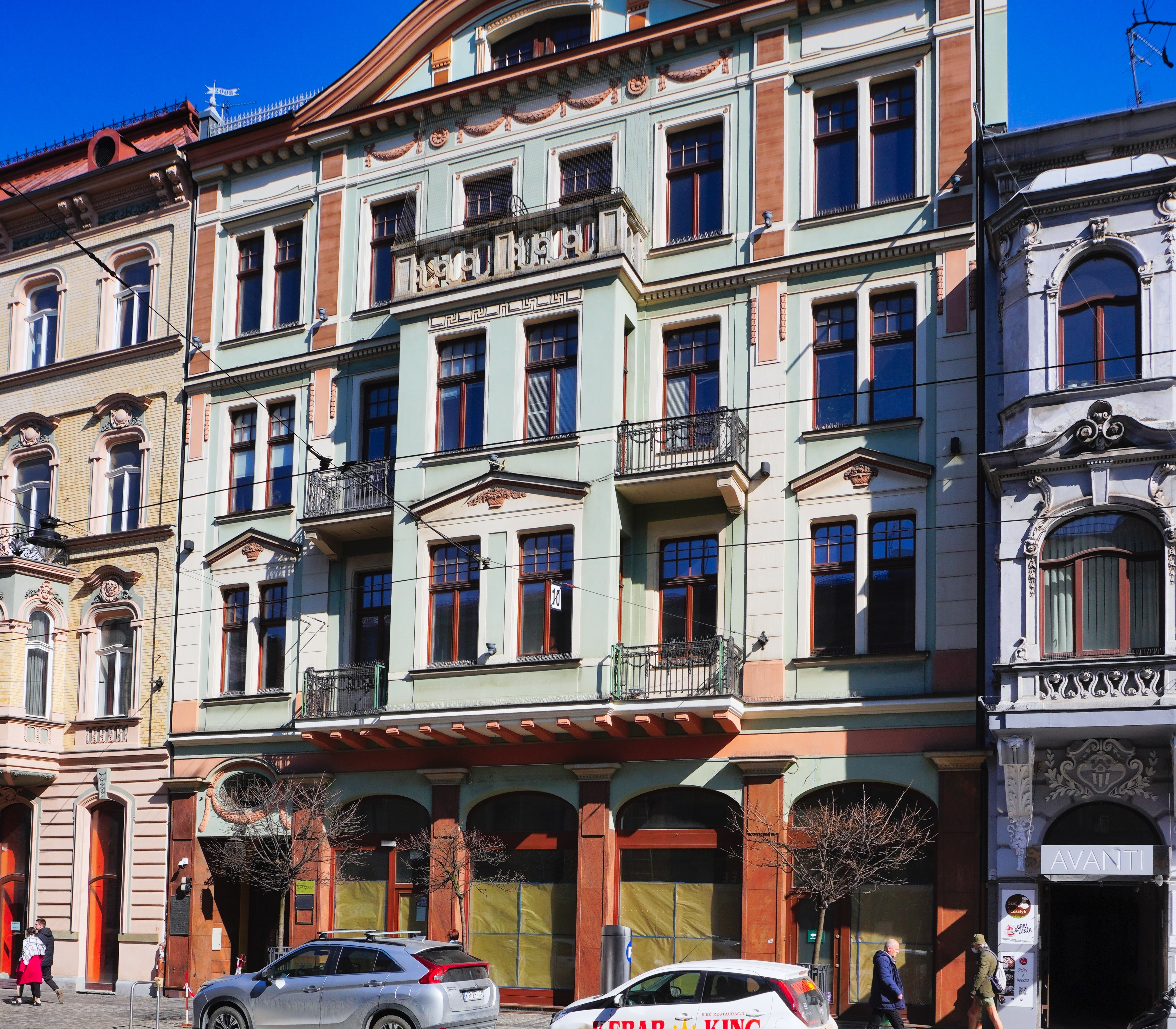
B. siedziba Konsulatu Stanów Zjednoczonych przy ul. Karmelickiej 9 (1947)

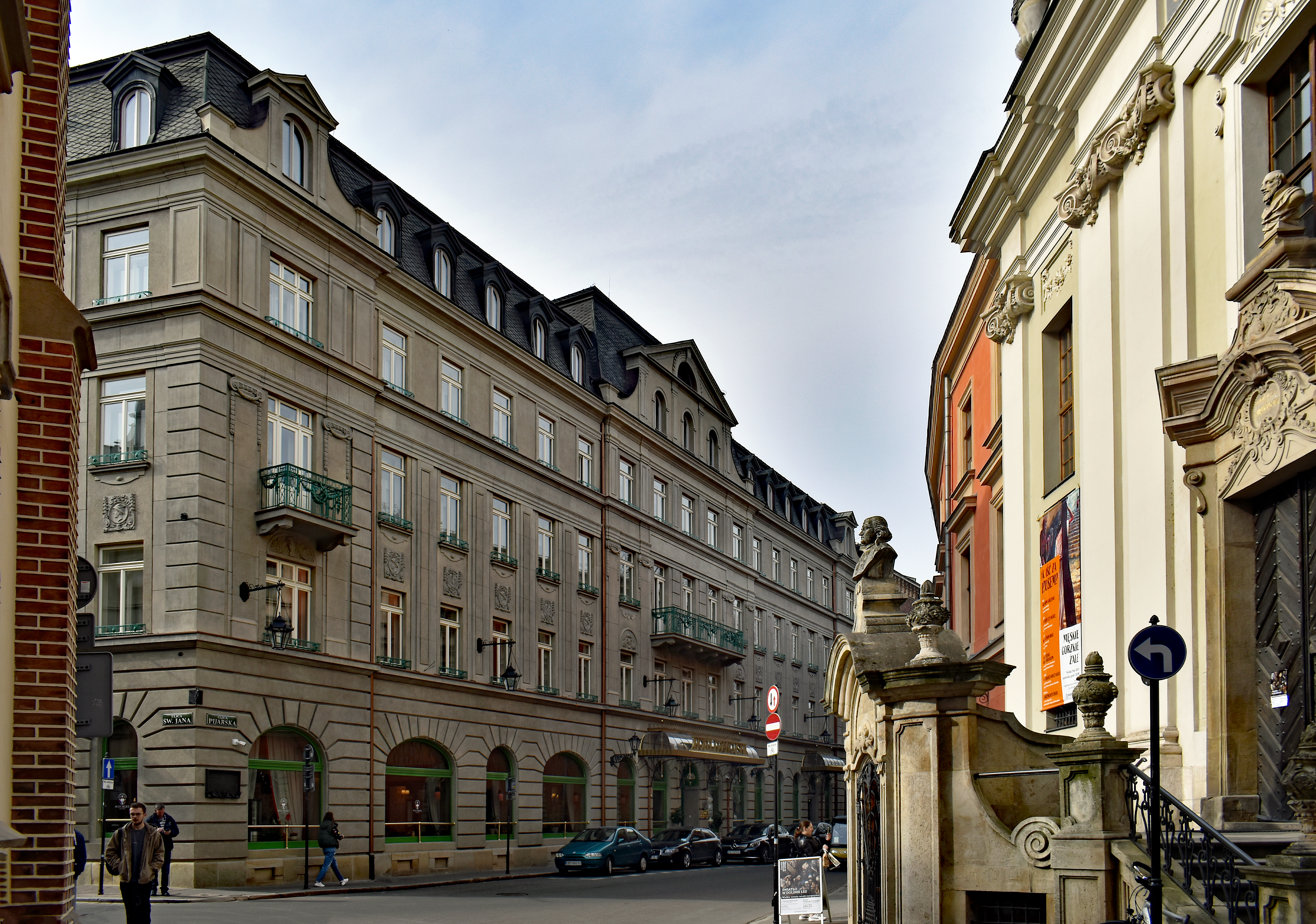
B. siedziba Konsulatu Stanów Zjednoczonych w Hotelu Francuskim przy ul. Pijarskiej 13 (1946)

Konsulat Generalny Stanów Zjednoczonych w Krakowie (ang. U.S. Consulate General Krakow) – misja konsularna Stanów Zjednoczonych Ameryki w Krakowie, w Rzeczypospolitej Polskiej.
Okręg konsularny Konsulatu Generalnego Stanów Zjednoczonych w Krakowie obejmuje województwa:

- dolnośląskie
- małopolskie
- opolskie
- podkarpackie
- śląskie
- świętokrzyskie.

Konsulat w Krakowie został otwarty 1 lipca 1946 i zamknięty 17 kwietnia 1947. Został ponownie otwarty jako Konsulat Generalny 5 lipca 1974.

## Kierownicy konsulatu[3]
- 1946-1947 - Casimir T. Zawadzki, kier. konsulatu[4]
- 1974-1975 - Victor Gray, jr.
- 1976-1977 - Peter Thomas Becskehazy
- 1977-1979 - Pazdra Nuel, konsul
- 1979-1983 - Carl A. Bastiani, konsul
- 1983-1986 - Michael John Metrinko, konsul
- 1986-1987 - Hornblow Michael Morris, kons. gen.
- 1988-1991 - Barry Michael Thomas, konsul
- 1991-1994 - Dianne E. Markowitz, kons. gen.
- 1994-1997 - Mary B. Marshall, kons. gen.
- 1997-2000 - Francis T. Scanlan, kons. gen.
- 2000-2003 - Siria R. Lopez, kons. gen.
- 2003-2006 - Kenneth J. Fairfax, kons. gen.
- 2006-2009 - Anne Hall, kons. gen.
- 2009-2012 - Allen S. Greenberg, kons. gen.
- 2013-2014 - Ellen Germain, kons. gen.
- 2015-2017 - Walter Braunohler, kons. gen.
- 2018-2019 - B. Bix Aliu, kons. gen.[5]
- 2019-2022 - Patrick T. Slowinski, kons. gen.
- 2022[6]-nadal - Erin Nickerson, kons. gen.

## Siedziba
W 1946 mieściła się w Hotelu Francuskim z 1912 (proj. Zbigniewa Odrzywolskiego i Bronisława Colonna-Czosnowskiego) przy ul. Pijarskiej 13/ul. św. Jana 32, w 1947 w kamienicy z 1910 (proj. Józefa Wilczyńskiego, Alfreda Kramarskiego i Jana Perosia) przy ul. Karmelickiej 9, od 1974 w kamienicy wzniesionej na przełomie XIII i XIV wieku przy ul. Stolarskiej 9.